# Вардар (рапсодия)
Рапсодия „Вардар“ или Българска рапсодия „Вардар“ е симфонична композиция на българския композитор Панчо Владигеров. Рапсодията е едно от най-популярните и изпълнявани български симфонични произведения. Създадена е първоначално за цигулка и пиано. Започва с кратко въведение, от което постепенно се зараждат интонациите на главната тема. Долавят се тържествени призиви, присъщи на химните.

## История
През октомври 1922 г. в Берлин заедно са Константин Щъркелов, Григор Василев и Панчо Владигеров. Константин Щъркелов запява песен, а Панчо Владигеров си записва мелодията. След месец двамата братя Панчо и Любен Владигерови изсвирват премиерно пред публика новото произведение – Българска рапсодия за цигулка и пиано оп. 16, 1922 г. Вълкович и Щъркелов настояват Рапсодията да носи заглавието „Вардар“ и посвещението: „На борещата се за независимост Българска младеж във Вардарска Македония“, тъй като към този момент те считат мелодията за македонска народна песен. По-късно разбират, че това е патриотичната хороводна песен на Добри Христов, написана в духа на македонските народни песни – „Едничък чуй се вик“ (известна също под името „Ний българи сме“) с текст от Любомир Бобевски, включена в сборника „Балкански песни“ на Добри Христов, издаден 1912 година.
Рапсодията е издадена през 1923 г. от „Universal Edition“ под името Българска рапсодия „Вардар“.
През 1925 г. в Ню Йорк звучи в „Карнеги Хол“ в изпълнение на цигуларя Макс Розен.
През 1928 г. Владигеров оркестрира Рапсодията за голям симфоничен оркестър, а по-късно прави и още няколко транскрипции.